# قواعد دریا
قواعد دریا (انگلیسی: Custom of the sea) اشاره به رسوم عملی و خشنی دارد که گویا افسران و خدمه کشتی‌ها در دریای آزاد، هنگام شرایط بحرانی از آنها پیروی می‌کرند. این قواعد از قوانین دریانوردی که یک مجموعه یکپارچه از قوانین مدون مربوط به مسائل حمل و نقل در دریا، مالکیت کشتی‌ها و حقوق و وظایف خدمه آنهاست، جدا و متفاوت است.

این قواعد که در شرایط بحرانی برای مثال به دنبال غرق کشتی به کار گرفته می‌شدند، بر حفظ جان بازماندگان حوادث دریایی تمرکز داشتند و از جمله آدمخواری را مجاز دانسته و حتی برای چگونگی  انتخاب و کشتن افراد در میان بازماندگان به منظور تهیه خوراک ضروری، مانند ذبح فرد رو به مرگ یا انتخاب قربانی بر طبق قرعه، اصولی داشتند.

## کلک مدوسا
کلک مدوسا (به فرانسوی: Le Radeau de la Méduse) یک نقاشی از تئودور ژریکو، هنرمند فرانسوی است. این نقاشی بازماندگان لاشه ناو فرانسوی در اقیانوس اطلس را در سواحل سنگال در سال ۱۸۱۶م، به تصویر می‌کشد. ۱۴۰ نفر در رابطه با حادثه غرق شدن کشتی که در سراسر اروپا ار آن صحبت می‌شد، بر اساس شهادت بازماندگان جان باختند. بی‌کفایتی کاپیتان همراه با اقدامات سست و نیمه‌بند در نجات جان قربانیان فاجعه، باعث رسوایی بزرگی در فرانسه شد.

در این فاجعه که تنها ۱۵ نفر از آن جان سالم بدر بردند، در۱۳ روز آخر پیش از نجات، با توسل به قواعد دریا، مجبور به آدمخواری شده بودند.

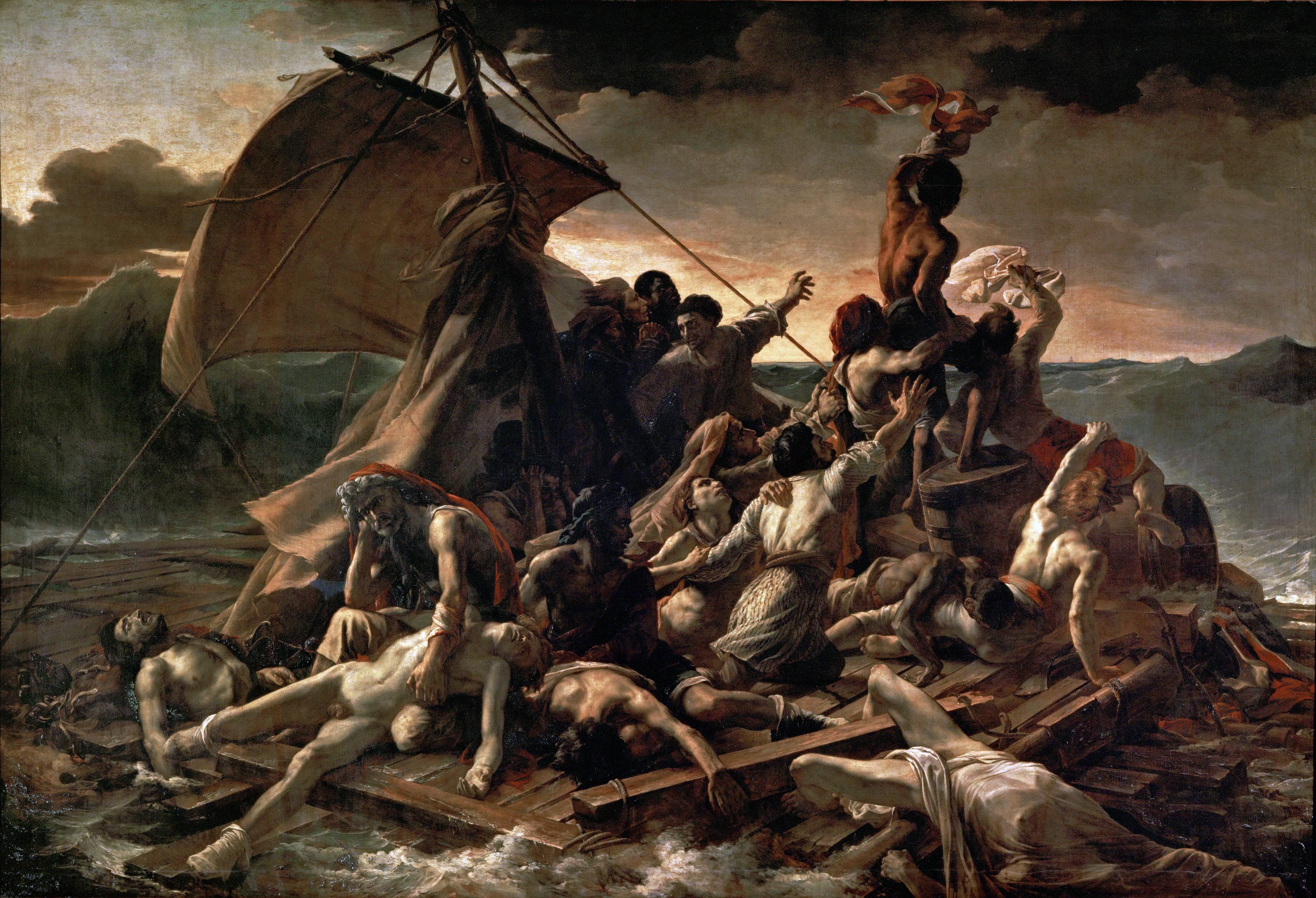
کلک مدوسا یک نقاشی از تئودور ژریکو، هنرمند فرانسوی است.